# スーパー・コロッサル
『スーパー・コロッサル』（Super Colossal）は、アメリカ合衆国のギタリスト、ジョー・サトリアーニが2006年に発表した11作目のスタジオ・アルバム。

## 背景
「テン・ワーズ」は、サトリアーニが2001年9月11日のアメリカ同時多発テロ事件の翌日にピアノで作った曲が元になっている。「クラウド・チャント」は、サトリアーニの友人など35人のクワイアをフィーチャーした曲で（ただし、サトリアーニは「クワイアっぽくしてほしくない。バーにいると思ってほしい」と注文したという）、ガブリエル・フォーレが作曲した「パヴァーヌ」のメロディが引用されている。

## 反響・評価
母国アメリカでは2週にわたりBillboard 200入りして、最高86位を記録した。第49回グラミー賞では最優秀ロック・インストゥルメンタル・パフォーマンス賞にノミネートされた。
Rob Theakstonはオールミュージックにおいて5点満点中3.5点を付け、全体像に関して「サトリアーニは特に目新しい手法を使っていないが、このレコードのほぼ全編において、彼の指はギターを雄弁に語らせている」と評価している一方、「クラウド・チャント」に関して「彼はキャリア全般において風変わりな試みをしてきたが、この曲は特に奇抜で、あまりに場違いである。とはいえ、キャッチーなメロディとヴァースのコール・アンド・レスポンスは、コンサートで一体となって合唱するのには向いているだろう」と評している。また、『CDジャーナル』のミニ・レビューでは「全体的にずしっと腹に応えるハードな要素を踏まえ、かつジョーの流麗でエモーショナルなトーンがアルバムを覆い尽くす」と評されている。
収録曲「クラウド・チャント」は、本作のリリースから間もなくNHL所属のアイスホッケー・チーム「ミネソタ・ワイルド」のゴール・ソングに起用され、その後プリンスの曲「レッツ・ゴー・クレイジー」に変更されるが、2018年には再びゴール・ソングに返り咲いた。

## 収録曲
全曲ともジョー・サトリアーニ作。
1. スーパー・コロッサル - Super Colossal - 4:14
2. ジャスト・ライク・ライトニン - Just Like Lightnin' - 4:01
3. イッツ・ソー・グッド - It's So Good - 4:14
4. レッドシフト・ライダーズ - Redshift Riders - 4:49
5. テン・ワーズ - Ten Words - 3:28
6. ア・クール・ニュー・ウェイ - A Cool New Way - 6:13
7. ワン・ロボッツ・ドリーム - One Robot's Dream - 6:16
8. ザ・ミーニング・オブ・ラヴ - The Meaning of Love - 4:34
9. メイド・オブ・ティアーズ - Made of Tears - 5:32
10. テーマ・フォー・ア・ストレンジ・ワールド - Theme for a Strange World - 4:39
11. ムーヴィン・オン - Movin' On - 4:05
12. ア・ラヴ・エターナル - A Love Eternal - 3:33
13. クラウド・チャント - Crowd Chant - 3:15

## 参加ミュージシャン
- ジョー・サトリアーニ - ギター、ベース、キーボード
- ジェフ・キャンピテリ - ドラムス、パーカッション(on #1, #2, #3, #4, #5, #10, #11, #12, #13)
- サイモン・フィリップス - ドラムス(on #6, #7, #8, #9)
- エリック・カデュー - 編集、サウンド・デザイン